# Apiocera campbelli
Apiocera campbelli är en tvåvingeart som beskrevs av Paramonov 1953. Apiocera campbelli ingår i släktet Apiocera och familjen Apioceridae. Inga underarter finns listade i Catalogue of Life.